# Bataille de la Nidda
Grand Interrègne
La bataille de la Nidda, également connue sous le nom de bataille de Francfort, a mis aux prises le 5 août 1246 le roi de Germanie et duc de Souabe, Conrad IV et le landgrave de Thuringe, Henri Raspe IV dit le Raspon, nommé roi par les partisans du pape.
Son issue est décidée prématurément par la trahison planifiée des deux comtes souabes Ulrich Ier de Wurtemberg et Hartmann II de Grüningen (de). L'argent papal, la perspective d'obtenir la possession des Staufen et la promesse de pouvoir hériter des possessions de ces derniers en devenant ducs de Souabe avaient convaincu les deux hommes de changer de camp avec environ 2 000 partisans dès le début de la bataille. Mais Conrad IV réussit à s'échapper du champ de bataille lorsqu'il découvre cette trahison.

## Prémices

### Frédéric II et les papes
Les tensions dans les relations entre les empereurs du Saint Empire romain germanique et les papes à Rome, qui tiennent principalement au partage du pouvoir temporel, et ont façonné une grande partie du Moyen Âge européen, atteignent leur paroxysme sous la dynastie des Hohenstaufen avec Frédéric II et les papes Grégoire IX et Innocent IV. Un autre sujet de tension entre eux est l'indépendance du royaume de Sicile vis-à-vis de la papauté, Frédéric étant également roi de Sicile et encerclant par ses possessions l'État pontifical en Italie centrale.
Le pape Grégoire IX s'assura d'affaiblir le très puissant Staufen. Malgré plusieurs ajournements, qui causent son excommunication, Frédéric II honore néanmoins ses vœux (contre la volonté papale) et part pour la croisade en Palestine en 1228. Pendant son absence de ses terres de Sicile, les troupes papales étendent leur domination sur une grande partie de la péninsule italienne. Mais les plans du pape se révèlent mal préparés. L'empereur réussit à conclure une paix négociée en Palestine en 1229, comprenant la restitution de Jérusalem et de Nazareth, ainsi qu'un armistice de dix ans. Revenu en tant que libérateur de Jérusalem, il parait maintenant plus fort que jamais. Le conflit renouvelé avec le Pape ne peut être désamorcé qu'en septembre 1230 grâce à la médiation d'Hermann von Salza, le Grand Maître de l'Ordre Teutonique. Frédéric, son excommunication levée, est ramené au sein de l'église.
Mais la paix entre l'empereur et le souverain pontife est de courte durée. Après de nouvelles batailles des Hohenstaufen contre la Ligue lombarde dans le nord de l'Italie et l'occupation de l'île de Sardaigne, officiellement sous la domination féodale papale, Frédéric II est de nouveau banni de l'église en 1239. Malgré plusieurs tentatives de médiation des princes allemands, aucun nouvel accord n'est trouvé entre l'empereur et le pape . En 1241, des navires impériaux, vénitiens et pisans attaquent une force navale génoise à Montecristo et remportent une victoire complète lors de la bataille de Giglio. Frédéric II peut ainsi empêcher les prélats de France et d'Espagne embarqués sur les navires génois de participer au concile convoqué par le Pape, au cours duquel sa déposition doit être entérinée . Frédéric occupe alors militairement une grande partie des États pontificaux, mais  la mort surprend Grégoire IX le 22 août 1241.
Après la mort du pape, l'empereur se retire immédiatement des États pontificaux, probablement pour ne pas faire obstacle à une réconciliation avec le successeur de Grégoire. Célestin IV, bientôt désigné sur le siège de Saint-Pierre sous la pression de la noblesse de la ville italienne, meurt deux semaines après son élection, et les cardinaux ne peuvent se mettre d'accord sur un nouveau candidat à Anagni qu'en 1243.

### Déposition de l'empereur au concile de Lyon
Innocent IV présente une attitude qui diffère peu de celle de Grégoire IX, et exclut une réconciliation avec Frédéric II. Craignant son propre isolement à Rome, le pape se retire de l'emprise impériale fin juin 1244 et s'enfuit via Gênes à Lyon, où il convoque les prélats européens à un grand concile sous la protection de la couronne de France. Lors de ce premier concile de Lyon, qu'il ouvre le 28 juin 1245, le pape, en vertu de sa « pleine autorité apostolique », déclare la déposition de Frédéric II comme empereur et roi sans obtenir le consentement du concile .
Frédéric II passe alors à une contre-attaque propagandiste et refuse au Pape la souveraineté sur l'empire séculier. Dans ses déclarations, il attaque l'Église de Rome comme étant ostentatoire et déviant du vrai chemin, et propage l'image de l'Église primitive comme pauvre et impuissante, comme François d'Assise l'avait déjà fait. Innocent IV, de son côté, fait répandre la bulle de déposition dans tout l'empire, et les légats font pression sur les clercs fidèles à l'empereur. Il essaie aussi d'attirer les princes allemands par des promesses.

### Henri le Raspon change de camp
Après la mort de son frère dans l'armée des croisés de Frédéric II, Henri Raspe IV a d'abord repris le siège du Landgraviat de Thuringe pour son neveu Hermann II. Après la mort prématurée de ce dernier en 1241, il devient seul Landgrave de Thuringe et de grandes parties de la Hesse. Alors que l'archevêque de Mayence, Siegfried III von Eppstein, s'est détourné de Frédéric II en 1241, l'empereur transfère la charge de gouverneur impérial de son fils Conrad IV, élu roi en 1237, mais encore mineur, à Henri Raspe. L'année suivante, cependant, Raspe se retire de certaines des fonctions associées à cette charge.
Après le concile de Lyon, Henri s'installe définitivement dans le camp pontifical en 1245. Pressé par l'archevêque de Mayence Siegfried III, qui lui a également promis 10 000 marks sur ses fonds propres , après une hésitation initiale en mai 1246 à Veitshöchheim près de Wurtzbourg, Henri Raspe est élu roi rival principalement par les princes issus du clergé. Innocent IV appelle alors tous les princes allemands à élire Henri Raspe — initialement uniquement soutenu  par les archevêques de Mayence et de Cologne et les évêques de Wurtzbourg, Metz, Strasbourg et Speyer et quelques aristocrates de Thuringe — comme roi allemand.
Pendant ce temps, les prédicateurs pontificaux voyagent à travers l'empire, collectent des dons pour la lutte contre "l'Antéchrist" Frédéric, y compris au Danemark et en Pologne, et appellent au renversement de l'empereur et de son fils, tous les deux excommuniés. Ceux qui fournissent de l'argent ou un engagement personnel dans la lutte contre Frédéric se voient garantir les mêmes indulgences que ceux qui particoent aux croisades en Terre Sainte. Avec le soutien de cet argent et l'aide du représentant papal, Siegfried von Eppstein, Henri se voit bientôt en mesure d'envisager une action militaire contre la dynastie Hohenstaufen.

## La bataille et le piège
Alors que les princes séculiers ont pris de leur distance lors l'élection de Henri Raspe comme roi au printemps 1246, celui-ci leur demande, avec le soutien du pape et la plupart des évêques, d'assister à une conférence à la cour de Francfort, où ils doivent confirmer ce choix. Étant donné que Conrad IV a refusé sa déposition en tant que roi allemand tout autant que son père a refusé la sienne en tant qu'empereur avant lui, il se rapproche probablement du "Pfaffenkönig" (Roi des prêtres) via Francfort et le rencontre ainsi que ses forces armées, largement soutenues par les archevêques de Mayence et de Cologne, accompagné suant à lui d'une armée composée principalement de troupes souabes de la région de la Nidda.
Les sources et les historiens sont en désaccord sur l'emplacement exact du champ de bataille et les emplacements respectifs des opposants qui avaient vraisemblablement pris position des deux côtés de la Nidda. Les armées des parties adverses se seraient affrontées pendant plusieurs jours sans qu'aucune des deux parties n'ait osé faire le premier pas et mené un assaut d'envergure. Le 5 août, Conrad IV, dix-huit ans, force finalement la bataille, bien que peu de choses soient rapportées sur le déroulement exact de celle-ci, qui ne dure d'ailleurs a priori pas très longtemps.
Conrad est en effet retardé en raison d'une trahison précédemment planifiée. Les influents comtes souabes Ulrich Ier de Wurtemberg et Hartmann II de Grüningen (de), frappant les forces de Conrad à revers au moment décisif, en rejoignant Henri avec environ 2000 partisans, c'est-à-dire le gros de son armée, jouent un rôle capital dans la défaite du jeune Hohenstaufen. Le pape Innocent IV leur a fourni beaucoup d'argent pour cette traîtrise, "7 000 marks d'argent", et en plus de cela, leur a offert la perspective de reprendre les terres en Basse-Souabe ainsi que le titre ducal de Souabe à la clef.
Henri Raspe aurait capturé le camp de Conrad et fait plus de 600 prisonniers. L'objectif réel de ce coup d'État, éliminer Conrad ou le faire prisonnier, n'est cependant pas un succès, car Conrad s'est réfugié à Francfort puis s'est finalement enfui en Bavière.
Henri le Raspon peut continuer jusqu'à Francfort, où il aurait célébré son premier jour de règne. On ne sait toujours pas si Francfort, plus enclin au camp des Hohenstaufen, lui a ouvert les portes ou s'il a dû célébrer le jour d'audience prévu devant la ville. Cette dernière hypothèse semble plus probable, le Raspon n'ayant rien écrit sur la prise de Francfort dans son rapport sur la bataille de Milan, et la ville impériale a continué à être du côté des Hohenstaufen.

## Conséquences de la bataille
Quatre semaines après la bataille, Conrad IV épouse, comme prévu, le 1er septembre 1246 à Vohburg sur le Danube, la princesse Elisabeth de Bavière, fille du duc Otton II l'Illustre. Par ce mariage, les Wittelsbach deviennent « les plus puissants alliés allemands de la dynastie Hohenstaufen pendant la phase finale de leur dynastie ». Conrad a perdu une influence politique importante à travers cette bataille, mais a pu se stabiliser à nouveau dans le sud, soutenu par le duc de Bavière et la plupart des villes impériales ; il a également conservé l'avantage dans le duché de Souabe, au moins en Haute-Souabe et en Alsace. En Basse-Souabe, les transfuges Ulrich Ier de Wurtemberg et Hartmann II de Grüningen (de) s'emparent des domaines des Staufen ou des domaines impériaux dominés par les Staufen.
Après une autre journée d'audience à Nuremberg, Henri Raspe lance une campagne contre le centre du domaine Hohenstaufen en Souabe, et tente en janvier 1247 de prendre les villes impériales d'Ulm et de Reutlingen, ou de les faire plier en les assiégeant. Après avoir été blessé dans une escarmouche, et sa santé s'étant détériorée, il abandonne par surprise la campagne et se retire au Château de la Wartbourg, où le dernier descendant mâle des Ludoviniens (de) décède 16 février 1247.
Conrad IV peut alors remonter en selle pour asseoir son pouvoir, et remporte quelques succès militaires, notamment sur le Rhin, dans le conflit en cours et sur de nombreux fronts, face au successeur d'Henri le Raspon, le roi Guillaume de Hollande, choisi par l'archevêque Siegfried III de Mayence en octobre 1247. Son influence semble restaurée, exemple la cité épiscopale de Spire, restée fidèle aux Staufer, refusant l'accès aux fonctions et à la cité à son évêque Henri de Linange. En Souabe, Hartmann II de Grüningen, Hartmann von Kyburg et d'autres comtes tentent apparemment en vain de combattre Conrad. Après une défaite en avril 1248, cependant, il ne peut que de justesse leur échapper. En mai 1248, le pape Innocent IV fait l'éloge de l'abbé de Reichenau, Konrad von Zimmern (de), pour avoir soutenu les comtes et pour accueillir le clerc (auparavant fidèle aux Hohenstaufen et donc excommunié) de nouveau « dans la grâce papale » .
Après la mort de son père, le 13 décembre, et une tentative d'assassinat contre sa personne, le 28 décembre 1250 à Ratisbonne dont Conrad s'en sort de justesse, la suite de son rival Guillaume II de Hollande s'agrandit. En mars 1251, Conrad laisse passer l'occasion d'une bataille décisive contre son opposant, personnellement présent, au col d'Oppenheim, se considérant apparemment en infériorité pour le battre. En octobre 1251, il s'installe ensuite dans le sud de l'Italie, en tant qu'unique héritier de Frédéric II, afin d'assurer de la possession désormais également menacée du royaume de Sicile.

## Sources